# Куявяне (субэтническая группа)

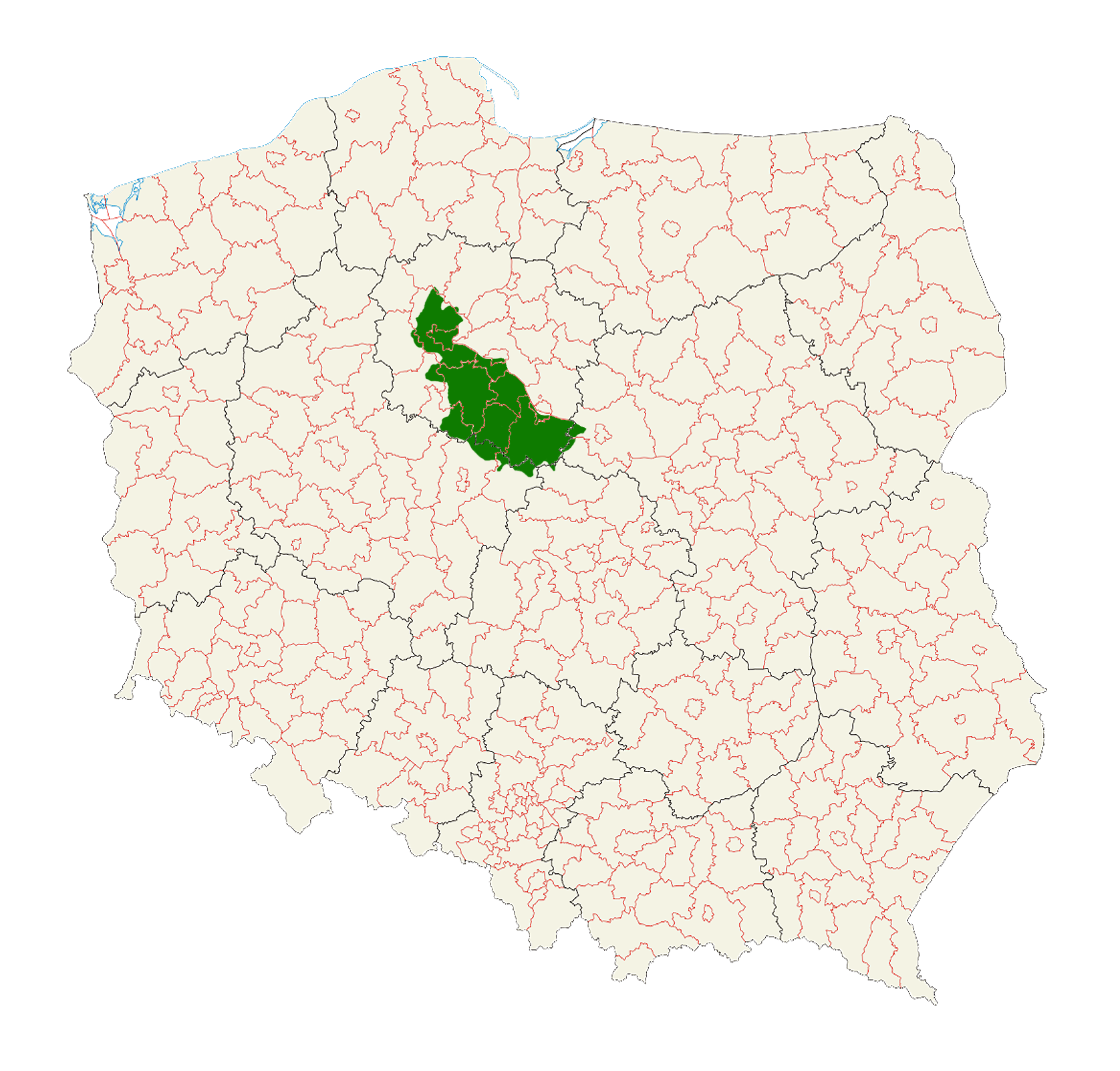
Область Куявия на карте Польши

Куявя́не (также куявцы, куявяки; пол. kujawiacy; самоназвание: kujawiocy, kujawusy) — cубэтническая группа поляков, населяющая историческую область Куявия (в центральной и южной частях территории Куявско-Поморского воеводства). Входит в состав великополян. Куявяне выделяются среди поляков соседних регионов диалектными и культурно-бытовыми особенностями.
Этнограф Адам Фишер не включал куявян в группу великополян, указывая на их переходный характер, сложившийся на сопредельных территориях Великопольши, Мазовии и Поморья. Черты переходной группы у куявян также отмечал Ян Станислав Быстронь. В составе куявян выделяют обособленную группу куявских боровяков.
В прошлом куявян характеризовали и отчасти характеризуют в настоящее время специфические диалектные черты — куявские говоры имели ярко выраженные особенности в сравнении с говорами остального польского населения, окружающего Куявию. С остальными великопольскими говорами куявские объединяют отсутствие мазурения и звонкий тип межсловной фонетики.
История куявян тесно связана с историей исторического региона Куявия, возникшего в области расселения древнего лехитского племени куявян.
По особенностям культуры куявяне наиболее близки населению Великопольши.